# Le Manoir (Eure)
Le Manoir é uma comuna francesa na região administrativa da Normandia, no departamento de Eure. Estende-se por uma área de 2,39 km². Em 2010 a comuna tinha 1 317 habitantes (densidade: 551 hab./km²).